# معبد اوکونیتاما
معبد اوکونیتاما (به ژاپنی: 大國魂神社) در منطقهٔ فوچو در توکیو، پایتخت ژاپن واقع شده‌است.

## رسیدن به معبد
- جی آر، خط کیئو، ایستگاه فوچو (府中駅)